# Parafia św. Franciszka z Asyżu w Olsztynie
Parafia Świętego Franciszka z Asyżu w Olsztynie – rzymskokatolicka parafia w Olsztynie, należąca do archidiecezji warmińskiej i dekanatu Olsztyn Śródmieście. Została utworzona 1 lipca 1990. Kościół parafialny mieści się przy ulicy Dybowskiego. Parafię prowadzą księża diecezjalni.

## Proboszczowie
- ks. kan. Mirosław Hulecki (1990–2023)[1]
- ks. kan. dr Piotr Dernowski (od 2023)[1]